# Drac

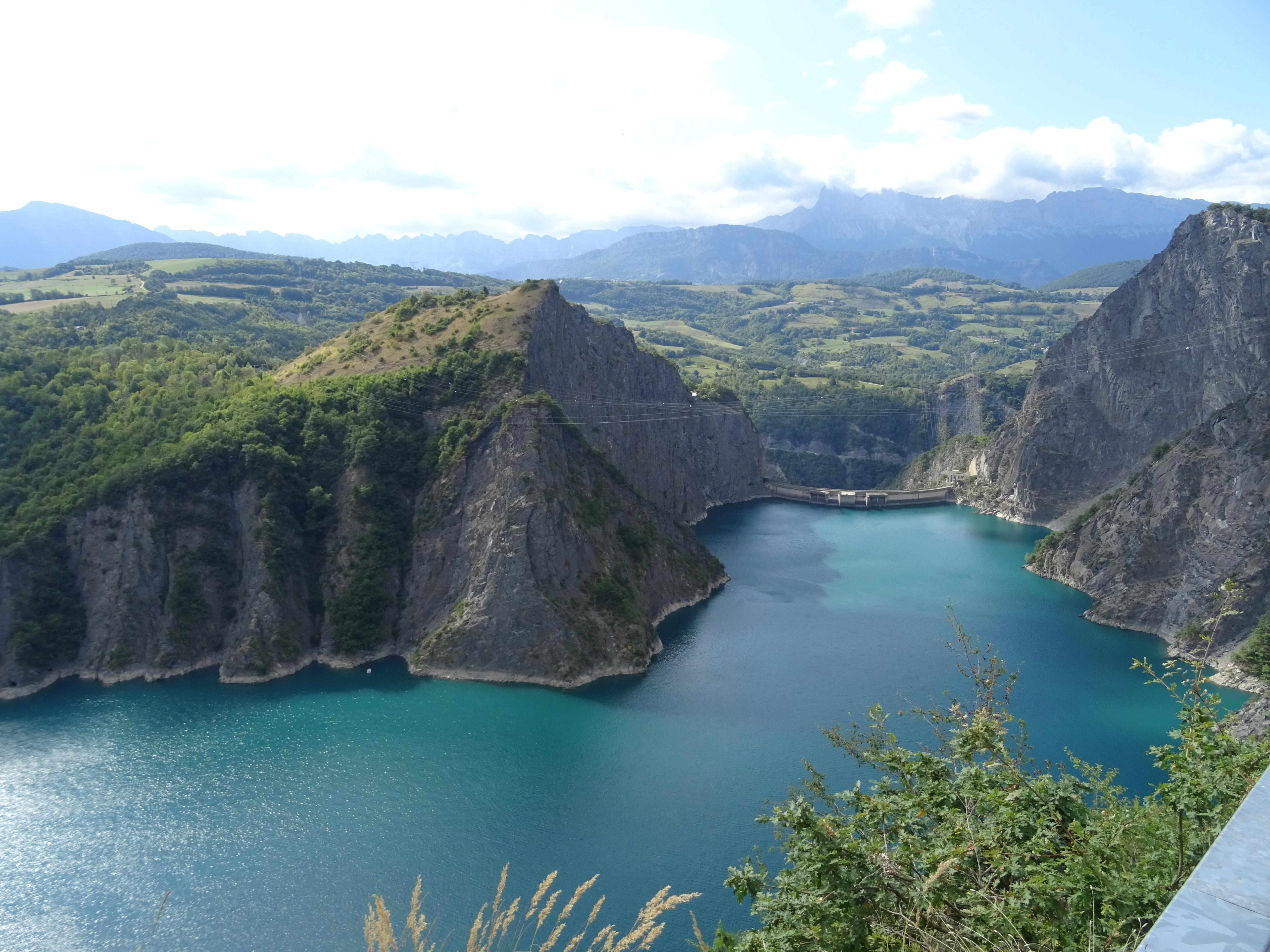
A Monteynard-tó, háttérben a gát (2021)

A Drac folyó Franciaország délkeleti részén, Provence-Alpes-Côte d’Azur régió Hautes-Alpes megyéjében és Auvergne-Rhône-Alpes régió Isère megyéjében. Az Isère leghosszabb, bal oldali mellékfolyója.

## Ismertetése
Hossza a Drac Noir-ral (Fekete-Drac) együtt 130 km. A Drac Noir a Mourre Froid-hegységben ered és Orcières községben egyesül a Drac Blanc-nal (Fehér-Drac), mely az Écrins-hegység Sirac-hegyén, Champoléon községben keletkezik. Egyesülésüktől a Drac nyugat felé, majd északnyugat felé folyik. Középső szakaszán északra fordul és ezt az irányt tartva éri el Grenoble-t. A várost északnyugaton elhagyva Saint-Égrève-ben ömlik az Isère-be.
A Drac felső folyásának völgyét Champsaur-nak nevezik. A magas hegyvidék a folyó Saint-Jean-Saint-Nicolas-nál (Pont-du-Fossé-nál) egy szélesebb völgybe ér, amely jellegzetes hegyi bocage (cserjés-sövényes) tájairól ismert. Sziklás, meredek lejtők és szurdokok alkotta mély völgyben folyik tovább, útját párkányok (corniches) és teraszok kísérik. Völgyének hátterét a bal part mentén a Dévoluy-hegység képezi (a folyó alsó szakaszán), melynek legmagasabb csúcsa az Obiou (Grande Tête de l'Obiou, 2789 m); északi irányú szakaszán pedig a Vercors-hegység. A jobb part mentén nagyrészt a Matheysine-fennsík terül el.
A folyó útját gátak és nagy kiterjedésű víztározók (mesterséges tavak) teszik változatossá, melyek a völgy tájképét is uralják. A Drac-on négy nagy vízerőmű, duzzasztógát és mögöttük víztározó épült. Sorrendben, a forrástól kezdve lefelé:
- Sautet-tó, (lac du Sautet)
- Saint-Pierre-Cognet-tó, (lac Saint-Pierre-Cognet)
- Monteynard-tó, (lac de Monteynard); a Drac ezen a szakaszán fordul észak felé
- Notre-Dame-de-Commiers-tó, (lac de Notre-Dame-de-Commiers), az azonos nevű település mellett.

A folyóvölgy vízerőműinek összteljesítménye 1700 GWh/év.

## Mellékfolyói
Mellékfolyói a környező hegyvonulatokon (Dévoluy, Vercors, Oisans) erednek.
- Séveraisse (jobb), 33 km
- Souloise (bal), 26 km
- Bonne (jobb), 40 km
- Ébron (bal), 32 km
- Romanche (jobb), 78 km.

Az utóbbi, legnagyobb mellékfolyón szintén jelentős vízerőmű, duzzasztógát és víztározó épült  (Chambon-tó).